# Diana Caraman
Diana Caraman (n. 3 februarie 1990) este o economistă din Republica Moldova, deputat în legislatura 2021-2025 a Parlamentului Republicii Moldova, reprezentantă a Partidului Comuniștilor din Republica Moldova (PCRM).

## Biografie
Caraman a studiat la Liceul teoretic „Dacia” din Chișinău, ulterior la Liceul teoretic „Gaudeamus” din același oraș. Din 2009 până în 2012 a făcut studii de licență în științe economice la Universitatea Liberă Internațională din Moldova; a făcut masterul la aceeași instituție.

### Activitate politică
În 2014, a devenit asistentă în cabinetul unui deputat, urmând ca în perioada 2016-2017 să fie consilieră în cabinetul președintelui fracțiunii parlamentare a PCRM. A revenit în Parlament ca asistent de deputat și a lucrat în această funcție până în 2019. Din 2019 până în 2021 a lucrat în cadrul partidului.
S-a înscris în PCRM în 2016. În 2023, era secretara Comitetului central al PCRM și prim-secretara comitetului municipal PCRM.
La alegerile parlamentare din 2021 a candidat cu numărul 26 pe lista Blocului Comuniștilor și Socialiștilor (BCS), din partea PCRM, și a acces în Parlament. Este membră a Comisiei parlamentare cultură, educație, cercetare, tineret, sport și mass-media.
Diana Caraman a fost candidata PCRM la funcția de primar general al municipiului Chișinău la alegerile din 2023 și a acumulat 1,7 % din voturi.